# Perperikon

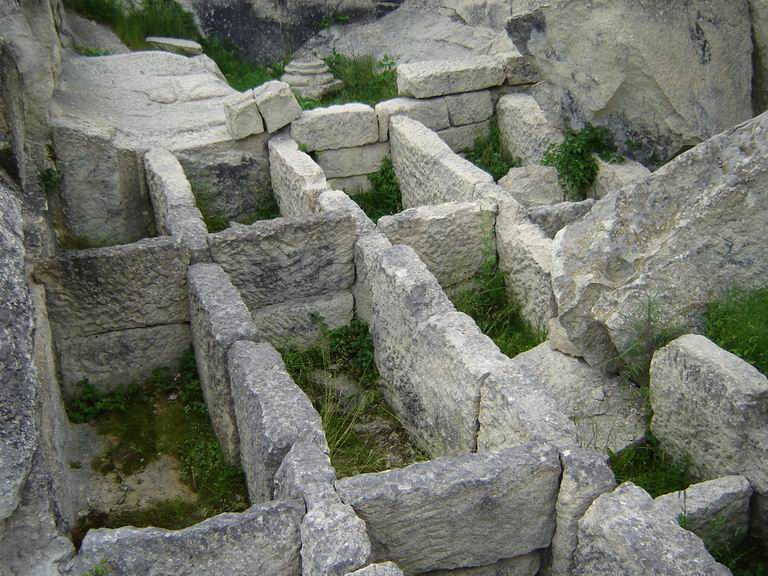
Graven van de heersers

Perperikon is een oude Thracische heilige stad, op 470 m hoogte van een rotsachtige heuvel in het oostelijk deel van het Rodopegebergte, 15 km ten noordoosten van de huidige stad Kardzjali in Bulgarije. Het dorp Gorna Krepost (‘bergvesting’) ligt aan de voet van de heuvel en aan de goud bevattende Perperesjka-rivier. Perperikon is het grootste megalithische bouwwerk in de Balkan.
Vermoed wordt dat Perperikon het beroemde heiligdom en de orakelplaats was gewijd aan Dionysos van de Bessi.
Volgens archeologen is nog maar 10% van het complex blootgelegd.

## Geschiedenis
De menselijke aanwezigheid in het gebied gaat terug tot het 6e millennium v.Chr., de periode van de neolithische Karanovocultuur. Tekenen van bewoning zijn er uit die tijd niet, het lijkt zuiver een religieus centrum geweest te zijn. De vondsten vermeerderen zich tijdens de koper- en bronstijd. Gevonden aardewerk en het uit de rots gehouwen indrukwekkende altaar van 2m in doorsnede dateren uit de ijzertijd. Er zijn aanwijzingen dat op Perperikon ook de Thracische orakel was gevestigd, die de overwinning van Alexander de Grote heeft voorspeld. De archeologische vondsten schetsen een prominente rol van Perperikon in de Thracische beschaving.
Archeologen hebben aangetoond dat in de Romeinse tijd zich ter plaatse een paleis van verscheidene verdiepingen bevonden moet hebben en dat de heuvel was omgeven door een versterking met muren tot 2.80m dik. In deze versterking bevonden zich ook tempels en gemeenschapsgebouwen.
Het megalithische complex is gedurende de geschiedenis vele malen in verval geraakt en weer herbouwd.

## Kerk
Bulgaarse archeologen vonden op 10 september 2005 een kansel op de plaats voor het houden van religieuze bijeenkomsten, de eerste in zijn soort in Bulgarije. De kansel is waarschijnlijk gebouwd aan het einde van de 4e of het begin van de 5e eeuw na Chr. Deze periode valt samen met de kerstening van de Thraciërs in het Rhodopes-gebied en de regering van de Byzantijnse keizer Honorius.
De plaats heeft de vorm van een eenschepige basiliek van 16,5m lang, wat de typische vorm is voor een vroeg-Christelijke tempel. De kansel, die de tijd uitstekend heeft doorstaan, is rijk gedecoreerd met in steen uitgevoerde versieringen. Duidelijk zichtbaar is een adelaar met wijd gespreide vleugels. Ook zijn vijf opschriften zichtbaar in het Grieks, die nog worden onderzocht, maar waarvan de archeologen aannemen dat het liturgische teksten betreft.
Niet uit te sluiten is dat de kerk heeft bestaan tot in de 12e eeuw, toen het is verwoest door barbaarse invallers, maar waarschijnlijk was de plaats toen al verlaten en in vergetelheid geraakt.

## Bezoeken
In de zomermaanden maken zo'n 150.000 bezoekers de klim naar Perperikon. Dat kan tegenwoordig wat gemakkelijker, sinds er een weg is aangelegd.

## Afbeeldingen

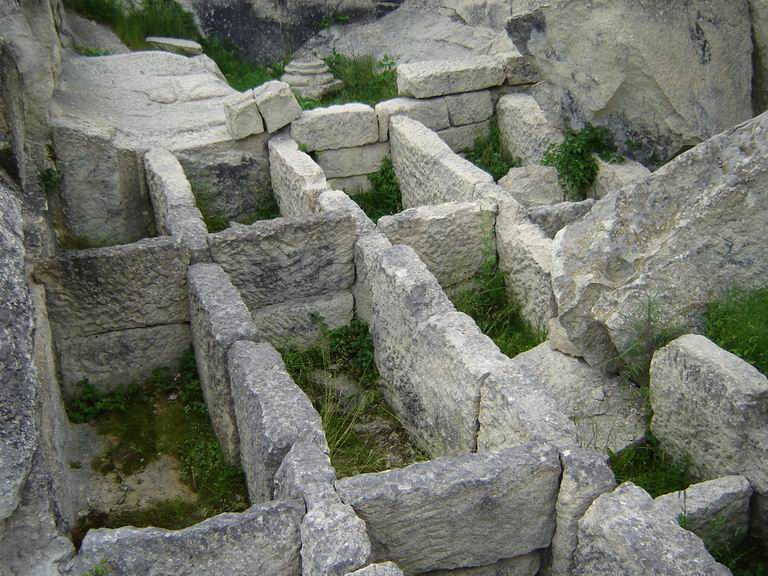
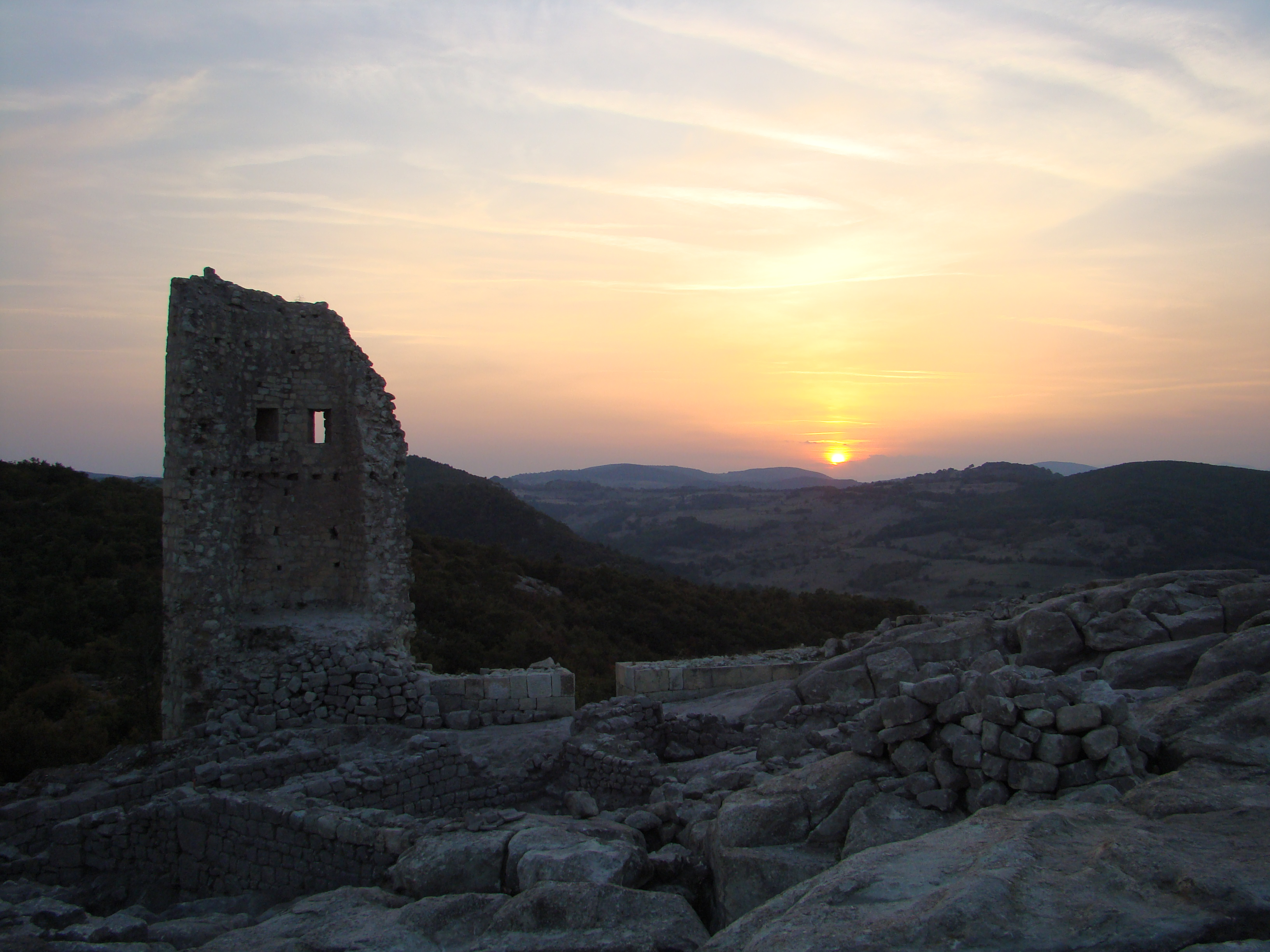
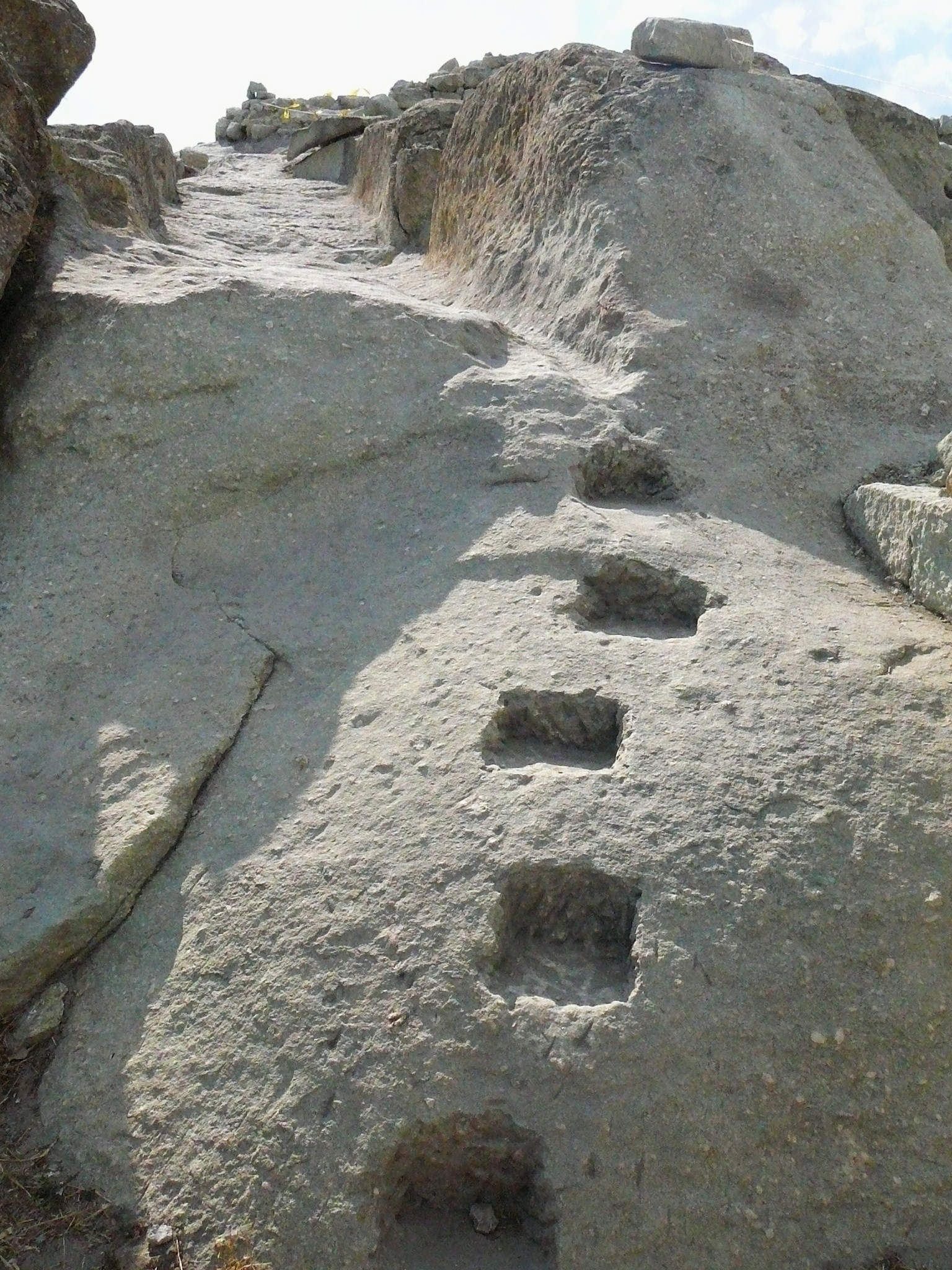
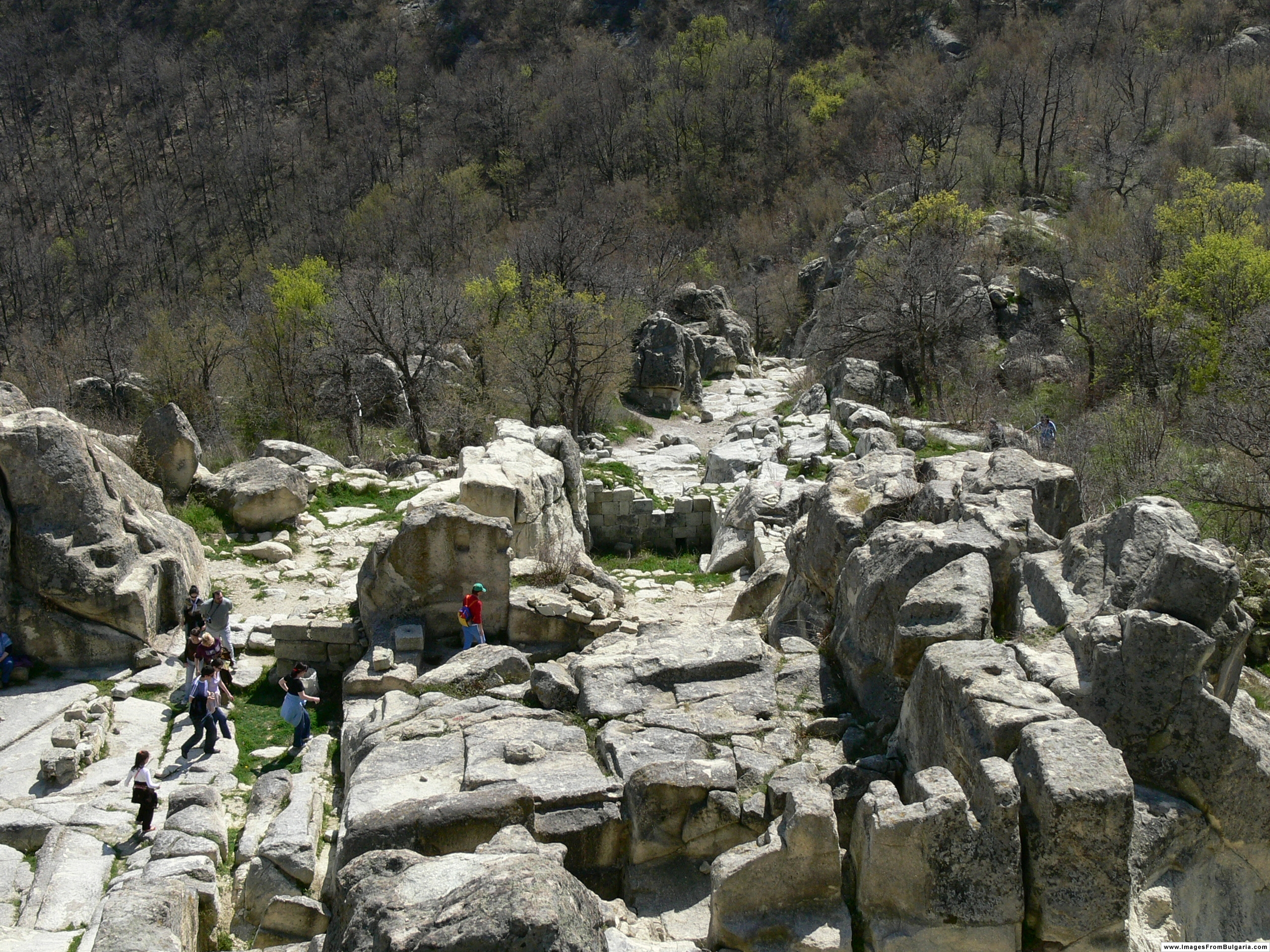
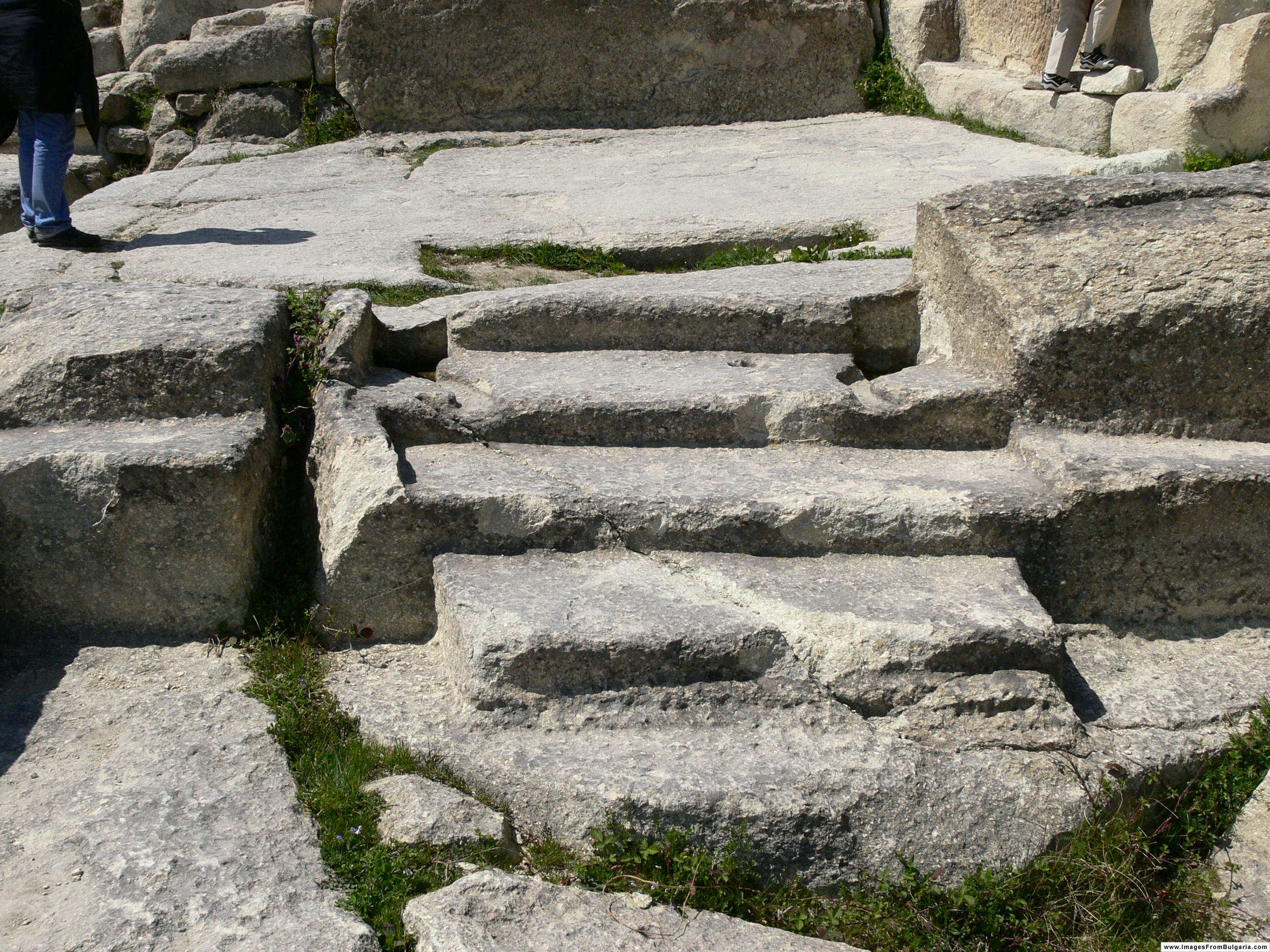
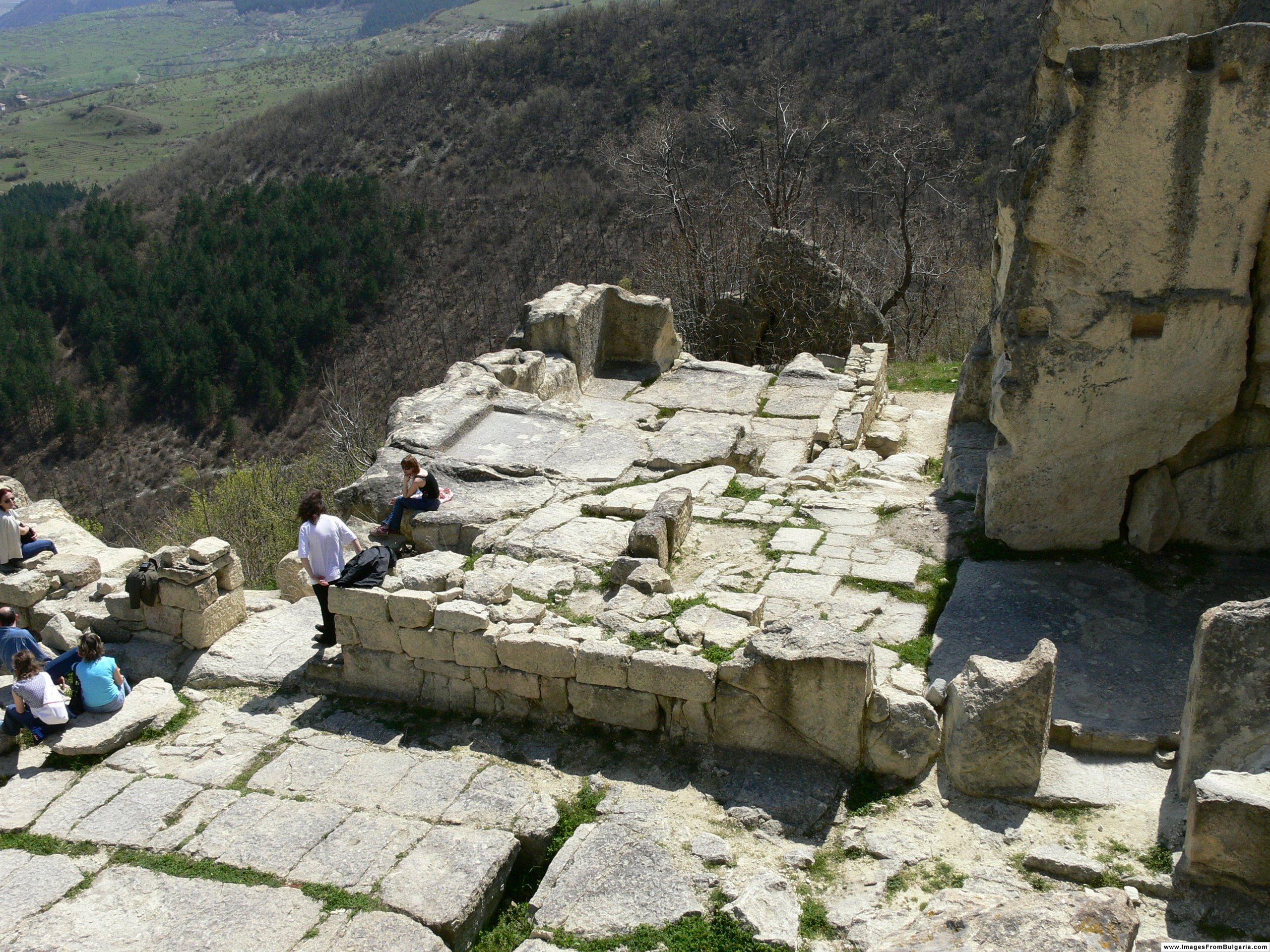
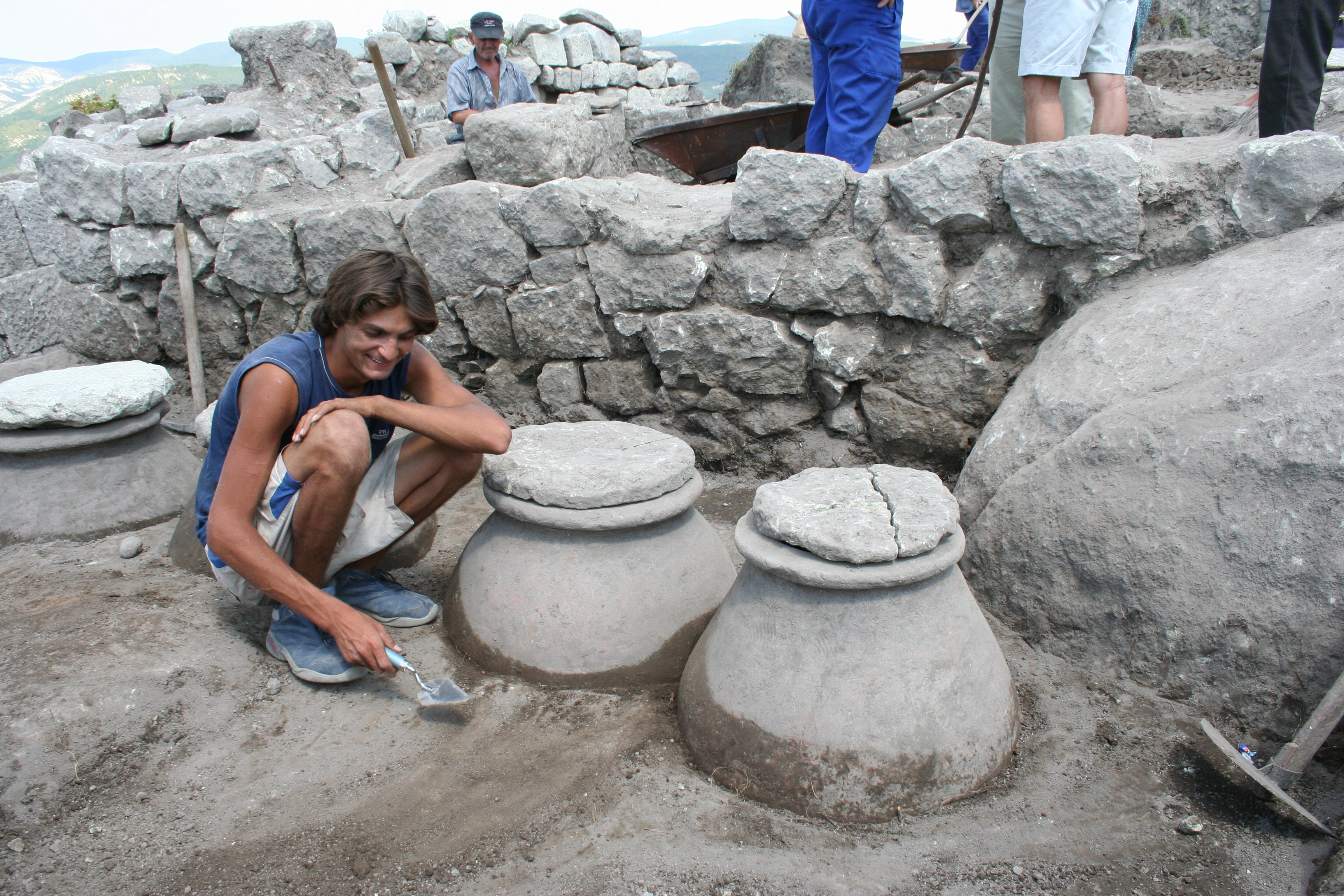